# Обаррио, Никанор де
Никанор де Обаррио (исп. Nicanor de Obarrio, 1873—1941) — колумбийский и панамский военный.

## Биография
Родился в 1873 году. Окончил Колумбийский университет, где изучал математику и физику. В колумбийской армии дослужился до генерала, стал префектом провинции Панама.
Вечером 3 ноября 1903 года в городе Панама было провозглашено отделение Панамы от Колумбии. Узнав о происходящем, глава Муниципального совета округа Панама Деметрио Брид собрал 4 ноября 1903 года открытое заседание Муниципального совета на городской площади, где была избрана Временная правящая хунта Панамы. Хунта сформировала действовавший до февраля 1904 года кабинет министров, в котором Никанор де Обаррио получил пост министра армии и флота.
Никанор де Обаррио считается зачинателем конного спорта в Панаме.